# Football League Championship 2010/2011
Football League Championship 2010/2011 var den nittonde säsongen under sitt nuvarande format.

## Deltagande lag
- Barnsley
- Bristol City
- Burnley
- Cardiff City
- Coventry City
- Crystal Palace
- Derby County
- Doncaster Rovers
- Hull City
- Ipswich Town
- Leeds United
- Leicester City
- Middlesbrough
- Millwall
- Norwich City
- Nottingham Forest
- Portsmouth
- Preston North End
- Queens Park Rangers
- Reading
- Scunthorpe United
- Sheffield United
- Swansea City
- Watford

## Tabeller

### Poängtabell
| Nr | Lag                 | S  | V  | O  | F  | GM | IM | MS  | P  |
| -- | ------------------- | -- | -- | -- | -- | -- | -- | --- | -- |
| 1  | Queens Park Rangers | 46 | 24 | 16 | 6  | 71 | 32 | +39 | 88 |
| 2  | Norwich City (U)    | 46 | 23 | 15 | 8  | 83 | 58 | +25 | 84 |
| 3  | Swansea City        | 46 | 24 | 8  | 14 | 69 | 42 | +27 | 80 |
| 4  | Cardiff City        | 46 | 23 | 11 | 12 | 76 | 54 | +22 | 80 |
| 5  | Reading             | 46 | 20 | 17 | 9  | 77 | 51 | +26 | 77 |
| 6  | Nottingham Forest   | 46 | 20 | 15 | 11 | 69 | 50 | +19 | 75 |
| 7  | Leeds United (U)    | 46 | 19 | 15 | 12 | 81 | 70 | +11 | 72 |
| 8  | Burnley (N)         | 46 | 18 | 14 | 14 | 65 | 61 | +4  | 68 |
| 9  | Millwall (U)        | 46 | 18 | 13 | 15 | 62 | 48 | +14 | 67 |
| 10 | Leicester City      | 46 | 19 | 10 | 17 | 76 | 71 | +5  | 67 |
| 11 | Hull City (N)       | 46 | 16 | 17 | 13 | 52 | 51 | +1  | 65 |
| 12 | Middlesbrough       | 46 | 17 | 11 | 18 | 68 | 68 | 0   | 62 |
| 13 | Ipswich Town        | 46 | 18 | 8  | 20 | 62 | 68 | −6  | 62 |
| 14 | Watford             | 46 | 16 | 13 | 17 | 77 | 71 | +6  | 61 |
| 15 | Bristol City        | 46 | 17 | 9  | 20 | 62 | 65 | −3  | 60 |
| 16 | Portsmouth (N)      | 46 | 15 | 13 | 18 | 53 | 60 | −7  | 58 |
| 17 | Barnsley            | 46 | 14 | 14 | 18 | 55 | 66 | −11 | 56 |
| 18 | Coventry City       | 46 | 14 | 13 | 19 | 54 | 58 | −4  | 55 |
| 19 | Derby County        | 46 | 13 | 10 | 23 | 58 | 71 | −13 | 49 |
| 20 | Crystal Palace      | 46 | 12 | 12 | 22 | 44 | 69 | −25 | 48 |
| 21 | Doncaster Rovers    | 46 | 11 | 15 | 20 | 55 | 81 | −26 | 48 |
| 22 | Preston North End   | 46 | 10 | 12 | 24 | 54 | 79 | −25 | 42 |
| 23 | Sheffield United    | 46 | 11 | 9  | 26 | 44 | 79 | −35 | 42 |
| 24 | Scunthorpe United   | 46 | 12 | 6  | 28 | 43 | 87 | −44 | 42 |

### Resultattabell
| Hemma \ Borta       | BAR | BRI | BUR | CAR | COV | CRY | DER | DON | HUL | IPS | LEE | LEI | MID | MIL | NOR | NOT | POR | PNE | QPR | REA | SCU | SHU | SWA | WAT |
| Barnsley            | —   | –   | –   | –   | –   | –   | –   | –   | –   | –   | –   | –   | –   | –   | –   | –   | –   | –   | –   | –   | –   | –   | –   | –   |
| Bristol City        | –   | —   | –   | –   | –   | –   | –   | –   | –   | –   | –   | –   | –   | –   | –   | –   | –   | –   | –   | –   | –   | –   | –   | –   |
| Burnley             | –   | –   | —   | –   | –   | –   | –   | –   | –   | –   | –   | –   | –   | –   | –   | –   | –   | –   | –   | –   | –   | –   | –   | –   |
| Cardiff City        | –   | –   | –   | —   | –   | –   | –   | –   | –   | –   | –   | –   | –   | –   | –   | –   | –   | –   | –   | –   | –   | –   | –   | –   |
| Coventry City       | –   | –   | –   | –   | —   | –   | –   | –   | –   | –   | –   | –   | –   | –   | –   | –   | –   | –   | –   | –   | –   | –   | –   | –   |
| Crystal Palace      | –   | –   | –   | –   | –   | —   | –   | –   | –   | –   | –   | –   | –   | –   | –   | –   | –   | –   | –   | –   | –   | –   | –   | –   |
| Derby County        | –   | –   | –   | –   | –   | –   | —   | –   | –   | –   | –   | –   | –   | –   | –   | –   | –   | –   | –   | –   | –   | –   | –   | –   |
| Doncaster Rovers    | –   | –   | –   | –   | –   | –   | –   | —   | –   | –   | –   | –   | –   | –   | –   | –   | –   | –   | –   | –   | –   | –   | –   | –   |
| Hull City           | –   | –   | –   | –   | –   | –   | –   | –   | —   | –   | –   | –   | –   | –   | –   | –   | –   | –   | –   | –   | –   | –   | –   | –   |
| Ipswich Town        | –   | –   | –   | –   | –   | –   | –   | –   | –   | —   | –   | –   | –   | –   | –   | –   | –   | –   | –   | –   | –   | –   | –   | –   |
| Leeds United        | –   | –   | –   | –   | –   | –   | –   | –   | –   | –   | —   | –   | –   | –   | –   | –   | –   | –   | –   | –   | –   | –   | –   | –   |
| Leicester City      | –   | –   | –   | –   | –   | –   | –   | –   | –   | –   | –   | —   | –   | –   | –   | –   | –   | –   | –   | –   | –   | –   | –   | –   |
| Middlesbrough       | –   | –   | –   | –   | –   | –   | –   | –   | –   | –   | –   | –   | —   | –   | –   | –   | –   | –   | –   | –   | –   | –   | –   | –   |
| Millwall            | –   | –   | –   | –   | –   | –   | –   | –   | –   | –   | –   | –   | –   | —   | –   | –   | –   | –   | –   | –   | –   | –   | –   | –   |
| Norwich City        | –   | –   | –   | –   | –   | –   | –   | –   | –   | –   | –   | –   | –   | –   | —   | –   | –   | –   | –   | –   | –   | –   | –   | –   |
| Nottingham Forest   | –   | –   | –   | –   | –   | –   | –   | –   | –   | –   | –   | –   | –   | –   | –   | —   | –   | –   | –   | –   | –   | –   | –   | –   |
| Portsmouth          | –   | –   | –   | –   | –   | –   | –   | –   | –   | –   | –   | –   | –   | –   | –   | –   | —   | –   | –   | –   | –   | –   | –   | –   |
| Preston North End   | –   | –   | –   | –   | –   | –   | –   | –   | –   | –   | –   | –   | –   | –   | –   | –   | –   | —   | –   | –   | –   | –   | –   | –   |
| Queens Park Rangers | –   | –   | –   | –   | –   | –   | –   | –   | –   | –   | –   | –   | –   | –   | –   | –   | –   | –   | —   | –   | –   | –   | –   | –   |
| Reading             | –   | –   | –   | –   | –   | –   | –   | –   | –   | –   | –   | –   | –   | –   | –   | –   | –   | –   | –   | —   | –   | –   | –   | –   |
| Scunthorpe United   | –   | –   | –   | –   | –   | –   | –   | –   | –   | –   | –   | –   | –   | –   | –   | –   | –   | –   | –   | –   | —   | –   | –   | –   |
| Sheffield United    | –   | –   | –   | –   | –   | –   | –   | –   | –   | –   | –   | –   | –   | –   | –   | –   | –   | –   | –   | –   | –   | —   | –   | –   |
| Swansea City        | –   | –   | –   | –   | –   | –   | –   | –   | –   | –   | –   | –   | –   | –   | –   | –   | –   | –   | –   | –   | –   | –   | —   | –   |
| Watford             | –   | –   | –   | –   | –   | –   | –   | –   | –   | –   | –   | –   | –   | –   | –   | –   | –   | –   | –   | –   | –   | –   | –   | —   |

## Playoff
|  | Semifinaler        | Semifinaler | Semifinaler | Semifinaler |  |                | Final | Final |  |  |  |  |  |  |  |  |  |  |
|  |                    |             |             |             |  |                |       |       |  |  |  |  |  |  |  |  |  |  |
|  |                    |             |             |             |  |                |       |       |  |  |  |  |  |  |  |  |  |  |
|  | 6Nottingham Forest | 0           | 1           | 1           |  |                |       |       |  |  |  |  |  |  |  |  |  |  |
|  | 3 Swansea City     | 0           | 3           | 3           |  |                |       |       |  |  |  |  |  |  |  |  |  |  |
|  |                    |             |             |             |  |                |       |       |  |  |  |  |  |  |  |  |  |  |
|  |                    |             |             |             |  |                |       |       |  |  |  |  |  |  |  |  |  |  |
|  |                    |             |             |             |  | 3 Swansea City | 4     |       |  |  |  |  |  |  |  |  |  |  |
|  |                    | 5Reading    | 2           |             |  |                |       |       |  |  |  |  |  |  |  |  |  |  |
|  |                    |             |             |             |  |                |       |       |  |  |  |  |  |  |  |  |  |  |
|  |                    |             |             |             |  |                |       |       |  |  |  |  |  |  |  |  |  |  |
|  |                    |             |             |             |  |                |       |       |  |  |  |  |  |  |  |  |  |  |
|  |                    |             |             |             |  |                |       |       |  |  |  |  |  |  |  |  |  |  |
|  | 5Reading           | 0           | 3           | 3           |  |                |       |       |  |  |  |  |  |  |  |  |  |  |
|  | 4 Cardiff City     | 0           | 0           | 0           |  |                |       |       |  |  |  |  |  |  |  |  |  |  |

Swansea City kvalificerade sig för Premier League 2011/2012